# Josef Eder
Pour les articles homonymes, voir Eder.
Josef Eder, né le 2 mai 1942 à Innsbruck, est un bobeur autrichien.

## Biographie
Aux Jeux d'hiver de 1968, organisés à Grenoble en France, Josef Eder remporte la médaille d'argent de bob à quatre avec le pilote Erwin Thaler, Reinhold Durnthaler et Herbert Gruber. Il est également sixième en bob à quatre à Sapporo (Japon) aux Jeux d'hiver de 1972.

## Palmarès

### Jeux Olympiques
- : médaillé d'argent en bob à 4 aux JO 1968.